# Napoleone Aprilis
Napoleone Aprilis (Azzano Decimo, 23 marzo 1887 – Pordenone, 24 dicembre 1966) è stato un politico e ingegnere italiano.

## Biografia
Figlio di Enea ed Elisa Pace, quest'ultima pronipote del patriota risorgimentale Leonardo Andervolti, rimase orfano di entrambi i genitori ad appena otto anni. Diplomato a Udine e laureato in ingegneria idraulica a Padova, si distinse in Friuli come imprenditore agricolo. Fu presidente della provincia di Udine, sindaco di Azzano Decimo e membro della Camera dei Fasci e delle Corporazioni.